# Polizeiruf 110: Für Janina
Für Janina ist ein Fernsehfilm von Eoin Moore aus dem Jahr 2018. Es ist die 372. Folge innerhalb der Krimireihe Polizeiruf 110. Das Rostocker Ermittlerduo Kriminalhauptkommissar Alexander Bukow (Charly Hübner) und die LKA-Beamtin Katrin König (Anneke Kim Sarnau) ermittelt in seinem 18. Fall. Der vom Norddeutschen Rundfunk produzierte Beitrag wurde am 11. November 2018 im Programm der ARD Das Erste im Rahmen der ARD-Themenwoche zum Thema Gerechtigkeit erstmals ausgestrahlt. Die Haupt-Gaststars dieser Folge sind Peter Trabner, Dagmar Leesch, Hildegard Schmahl und Ben Münchow.

## Handlung
Ein alter Mordfall, bei dem der mutmaßliche Täter damals freigesprochen worden ist, wird von den Kriminalhauptkommissaren Bukow und König neu aufgerollt: Auf der Rückreise vom Bruce-Springsteen-Konzert 1988 in Ost-Berlin wurde die junge Janina Stöcker kurz nach ihrer Ankunft in Rostock ermordet. Die Ermittlungen der Volkspolizei blieben seinerzeit ergebnislos. Die Neuauswertung aller damaligen Spuren durch Bukow und König führt alsbald zu dem Familienvater Guido Wachs, der bereits 1991 von Mordkommissionsleiter Röder in dieser Sache festgenommen, jedoch 1992 freigesprochen worden ist und nicht zweimal in derselben Sache angeklagt werden darf. Eine DNA-Analyse bestätigt seine Täterschaft. In einer Befragung durch König gibt Wachs als Motiv an, dass Janina damals seine Annäherungsversuche und damit ihn zurückgewiesen habe; den Mord an ihr gesteht er jedoch nicht. Wachs’ Leben gerät durch die neuen Ermittlungen aus den Fugen, seine Familie verlässt ihn. König findet heraus, dass Wachs auch der Täter in einem ähnlich gelagerten Fall, dem Mord an einer nigerianischen Prostituierten 1991 in Hamburg, gewesen sein könnte – die Spur bestätigt sich jedoch nicht. König geht, um Gerechtigkeit im Fall Janina herzustellen, so weit, Beweismittel in dem Hamburger Fall zu manipulieren, um Wachs doch noch einer Bestrafung wegen Mordes zuzuführen. Bukow findet die Manipulation heraus, deckt König jedoch. Röder verhaftet Wachs wegen Mordes an der Nigerianerin, „für Janina“, wie Röder deren Mutter sagt.
Horizontale Handlung
Bukow und König werden zu Beginn der Episode zu Geldstrafen verurteilt, nachdem König am Ende der Episode Angst heiligt die Mittel ihren Beinahe-Vergewaltiger massiv angegriffen und Bukow sie gedeckt hatte. Die Strafe und seine anstehende Scheidung bringen Bukow in finanzielle Schwierigkeiten. Sein kollegiales Verhältnis zu König ist deswegen sehr angespannt, erst die gemeinsamen Ermittlungen entspannen die Situation ein wenig.

## Hintergrund
Der Film wurde an 22 Drehtagen vom 5. September 2017 bis zum 26. September 2017 in Rostock und Hamburg gedreht. Die Premiere des Films erfolgte am 4. Mai 2018 beim Filmkunstfest MV.
Der Handlungsstrang um Guido Wachs wurde 2020 in der Episode Der Tag wird kommen erneut aufgegriffen. Die Beweismittelfälschung wurde auch 2022 in der Episode Keiner von uns thematisiert.

## Rezeption

### Einschaltquote
Die Erstausstrahlung von Polizeiruf 110: Für Janina am 11. November 2018 wurde in Deutschland von insgesamt 7,74 Millionen Zuschauern gesehen und erreichte einen Marktanteil von 22,4 Prozent für Das Erste.

### Kritik
Rainer Tittelbach von tittelbach.tv urteilte: Der Krimi sei „unprätentiös realistisch und stets mit kongenialem Blick auf die Geschichte und ihre Charaktere inszeniert, verzichte auf Krimi-Spannung & Action-Thrill, Genre-Strategien, die im ‚Polizeiruf‘ aus Rostock einen gewissen Stellenwert besitzen. Stattdessen läuft die Psychologie der Hauptermittler nicht wie gewohnt neben der Krimihandlung her, sondern steht im Zentrum der Geschichte, und sie geht über den Stress, den beide miteinander haben, hinaus – und betrifft auch Täter und Opfer.“
Bei der SZ schrieb Holger Gertz: „Gerechtigkeit – ein anspruchsvolles Thema. Die Ausnahmetypen Hübner und Sarnau sind manchmal emotional ein bisschen sehr überhitzt, aber letztlich tragen sie mit ihrer Rotzigkeit und Körperlichkeit und Persönlichkeit dazu bei, dass das Stück kein Essay wird, sondern ein Krimi bleibt.“
Christian Buß von Spiegel Online wertete: „Normalerweise herrscht im Rostocker TV-Revier eine Art traumwandlerische Sicherheit, mit der sich die Ermittler in schwierigste gesellschaftliche Stoffe vorwagen. Die kommt ihnen hier zum ersten Mal abhanden. […] Schnacksel-Witze in einem Krimi über sexuelle Gewalt? Rabiate Sinnlichkeit vor dem Hintergrund eines fatal entfesselten Frauenhasses? Mit Bukows Hose sind in diesem ‚Polizeiruf‘ auch einige andere Dinge verrutscht.“
Die Berliner Morgenpost befand: „Der Film begibt sich in Bereiche, in denen die Rechtsstaatlichkeit wackelt.“ Er zeigt „großartige Darsteller in einem ungemein spannenden Krimi über ein gesellschafts- und rechtspolitisch brisantes Thema. Unbedingt sehenswert.“
Matthias Dell schrieb in der Zeit: „Aber Für Janina verrennt sich in Privatjustiz, die Frau König und auch Bukoff weit vom Weg des Gesetzeshütens abkommen lässt. Bukoff willigt nämlich doch noch in die krummen Geschäfte seines Vaters (der große Klaus Manchen) ein, um die Geldstrafe vom Anfang aufbringen zu können. An dieser Stelle scheinen dem Regisseur seine Figuren ziemlich egal, vor allem reflektiert ‚Für Janina‘ kaum über die Dilemmata, die sich aus diesen Handlungen ergeben. Bukoff versucht zwar noch, den gefälschten Beweis von Frau König wieder aus dem Labor zu schaffen und hält ihr eine Standpauke, aber die Grenzen des Rechtsstaats werden doch relativ skrupellos überschritten. Und das führt am Ende zu einer Verheerung, die man sich, gerade weil Rostock doch der Darling unter den ARD-Sonntagabendkrimis ist, gar nicht ausmalen will …“

### Nachbearbeitung
Eine Woche nach der Erstausstrahlung teilte der Sender mit, man habe von der AfD und der Jungen Union kritisierte Aufkleber nachbearbeitet, sodass sie in künftigen Ausstrahlungen nicht mehr zu sehen seien. Der Medienrechtler Christian Schertz betonte, eine rechtliche Grundlage zur Bearbeitung bestehe nicht, es handle sich bei der Bearbeitung vielmehr um einen massiven Eingriff in die Kunst- und Pressefreiheit. Dennoch rate er dem Regisseur von einer Klage gegen den Auftraggeber ab. Regisseur Eoin Moore verteidigte die Entscheidung, den Aufkleber zu entfernen, weil ein Rechtsstreit der AfD eine große Plattform geboten hätte.